# Dioecotaenia cancellata
Dioecotaenia cancellata är en plattmaskart. Dioecotaenia cancellata ingår i släktet Dioecotaenia och familjen Dioecotaeniidae. Inga underarter finns listade i Catalogue of Life.